# Inna Frołowa
Inna Wasyliwna Frołowa (ukr. Інна Василівна Фролова, ur. 3 czerwca 1965 w Dniepropetrowsku) – ukraińska wioślarka, dwukrotna srebrna medalistka olimpijska.
Brała udział w trzech igrzyskach olimpijskich (IO 88, IO 92, IO 96). Po pierwszy medal sięgnęła w 1988 w czwórce podwójnej. Startowała wówczas w barwach ZSRR, osiem lat później ponownie wywalczyła srebro w tej konkurencji, już jako reprezentantka Ukrainy. W barwach ZSRR zdobyła srebro mistrzostw świata w dwójkach podwójnych w 1990.